# Кярявя, Анни
Анни Кярявя (фин. Anni Kärävä; род. 28 апреля 2000) — финская фристайлистка (слоупстайл, биг-эйр), бронзовый призёр чемпионата мира 2025 года. Участница зимних Олимпийских игр 2022 года.

## Биография
В декабре 2021 года Анни была выбрана представлять Финляндию на зимних Олимпийских играх 2022 года в Пекине. Участвовала в соревнованиях по фристайлу в дисциплине «биг-эйр» и заняла девятое место с результатом 136,50 балла. В слоупстайле была пятнадцатой и не смогла квалифицироваться в финал.
10 января 2025 года, во время Кубка мира по фристайлу сезона 2024/2025 годов, впервые поднялась на подиум. В марте 2025 года Анни участвовала в чемпионате мира по фристайлу и завоевала бронзовую медаль в соревнованиях по биг-эйру, набрав 167,75 балла. Также принимала участие в соревнованиях по слоупстайлу и заняла седьмое место, набрав 57,63 балла.